# 조지 불로스
조지 스티븐 불로스(영어: George Stephen Boolos, 1940~1996)는 미국의 수리논리학자이자 분석철학자이다.

## 생애
1940년 9월 4일 뉴욕에서 태어났다. 1961년에 프린스턴 대학교에서 수학 학사 학위를 수여받았고, 1963년에 옥스퍼드 대학교에서 석사(영어: Bachelor of Philosophy) 학위를 수여받았다. 1996년에 매사추세츠 공과대학교에서 박사 학위를 수여받았다.
이후 3년 동안 컬럼비아 대학교에서 가르치다가 매사추세츠 공과대학교 교수가 되었다.
불로스는 유머로서 유명하였으며, 1994년에는 괴델의 불완전성 정리에 대하여 오직 1음절의 단어만을 사용하여 강의하였다. 이 가운데 일부 내용은 다음과 같다.
| “ | 그럼, 이제 우린 묻고 싶다: 2와 2의 합이 5란 것을 보일 수가 없단 것을 보일 수가 있나? 사실, 그치 않다. 또는, 좀 더 옳겐, 만약 2와 2의 합이 5란 것을 보일 수가 없단 것을 보일 수가 있담, 2와 2의 합이 5란 것을 역시 보일 수가 있고, 수는 완전 쓸모 없게 된다. 사실, 만약 수가 쓸모 없지 않담, 그럼 ‘주장 ㈎를 보일 수는 없다.’ 같은 주장 따윈 절대 보일 수가 없다. So, we now want to ask, can it be proved that it can’t be proved that two plus two is five? Here’s the shock: no, it can’t. Or, to hedge a bit: if it can be proved that it can’t be proved that two plus two is five, then it can be proved as well that two plus two is five, and math is a lot of bunk. In fact, if math is not a lot of bunk, then no claim of the form “claim X can’t be proved” can be proved. | ” |

이 강연 뒤, 지도 교수인 힐러리 퍼트넘이 “불로스 씨, 해석적 위계가 실존하는 세계와 무슨 상관이 있습니까?”(영어: And tell us, Mr. Boolos, what does the analytical hierarchy have to do with the real world?)라고 질문하였을 때, 불로스는 “해석 위곈 실존 세계 속의 일부.”(영어: It’s part of it.)라고, 플라톤주의적으로 즉석에서 답하였다고 한다.
또한, 1996년에 불로스는 레이먼드 스멀리언이 고안한 소위 ‘가장 어려운 논리 퍼즐’을 대중화하였다.
1996년 5월 27일에 매사추세츠주 케임브리지에서 암으로 사망하였다.

## 저서
- Boolos, George (1979). 《The unprovability of consistency: an essay in modal logic》 (영어). Cambridge University Press.
- Boolos, George (1993). 《The Logic of provability》 (영어). Cambridge University Press. doi:10.1017/CBO9780511625183. ISBN 978-052143342-6.
- Boolos, George (1998).  Jeffrey, Richard, 편집. 《Logic, logic, and logic》 (영어). Harvard University Press.
  - 불로스가 생전에 스스로 엄선한 30편의 논문을 모아 사후 편찬된 논문집이다.
- Boolos, George S.; Burgess, John P.; Jeffrey, Richard C. (2007년 9월). 《Computability and logic》 (영어) 5판. Cambridge University Press. doi:10.1017/CBO9780511804076. ISBN 978-052187752-7.

## 같이 보기
- 미국 철학